# Lijst van schaakmachines
Dit artikel bevat een lijst van schaakmachines.  
Sinds enkele eeuwen wordt getracht machines (tegenwoordig: computers) te construeren die het schaken op een zo hoog mogelijk niveau machtig zijn. Inmiddels is het zover dat de beste schaakmachine de wereldkampioen schaken kan verslaan. 
- Deep Blue
- Deep Junior
- Fritz
- Torresmachine
- de Turk